# Psalom
Psalom est une œuvre pour quatuor à cordes ou orchestre à cordes écrite par Arvo Pärt, compositeur estonien associé au mouvement de musique minimaliste.

## Historique
La première exécution publique a eu lieu à Vienne en 1991 par le Quatuor Arditti,.

## Structure
En un seul mouvement d'une durée d'environ 3 à 7 minutes.

## Discographie
Discographie non exhaustive :
- Sur le disque Litany, par l'Orchestre de chambre de Lituanie dirigé par Saulius Sondeckis, chez ECM Records (1996).
- Sur le disque From Vienna, par le Quatuor Arditti, chez Auvidis Montaigne (1994).
- Sur le disque Creator Spiritus, par le Theatre of Voices dirigé par Paul Hillier, chez Harmonia Mundi (2012).